# NGC 1453
NGC 1453 is een elliptisch sterrenstelsel in het sterrenbeeld Eridanus. Het hemelobject werd op 30 september 1786 ontdekt door de Duits-Britse astronoom William Herschel.

## Synoniemen
- PGC 13814
- MCG -1-10-34